# Daniël Gravius

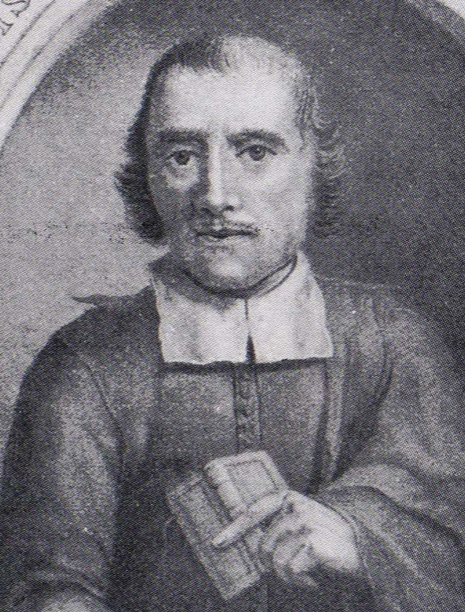
Daniël Gravius

Daniël Gravius (Dordrecht, 1616 – Middelburg, 15 maart 1678) was een Nederlandse gereformeerde predikant, zendeling en Bijbelvertaler. Hij vertaalde verschillende christelijke teksten in het Siraya, een van de austronesische talen die in Formosa (Taiwan) werden gesproken. Na een conflict met de gouverneur Nicolaas Verburg werd hij in 1651 beschuldigd van smaad en geschorst. Later werd Gravius vrijgesproken, maar hij keerde niet naar Formosa terug.

## Levensloop
Gravius was de zoon van Jan van de Graaf, die les gaf in het Frans. Waarschijnlijk is dit de reden dat zijn zoon in Leiden vanaf 1636 theologie kon studeren op een beurs voor Waalse studenten. Vanaf 8 September 1636 tot aan 8 september 1641 ontvangt hij de beurs van Hallet. Na zijn studie werkte hij van 1641 tot 1642 als proponent op het West-Indische eiland Sint Eustatius, dat in het bezit was van de Vlissingse familie Lampsins. Van 1643 tot 1644 was hij predikant in Aardenburg, waar hij ook voor de Franstalige gemeenteleden moest preken. In 1644 werd hij door de classis Walcheren, waartoe ook Staats-Vlaanderen behoorde, uitgezonden naar Oost-Indië. In 1645 werd hij predikant in Batavia en huwde daar met Maria Poot. Ook in Batavia moest hij Franstalige diensten houden.

### Werk op Formosa

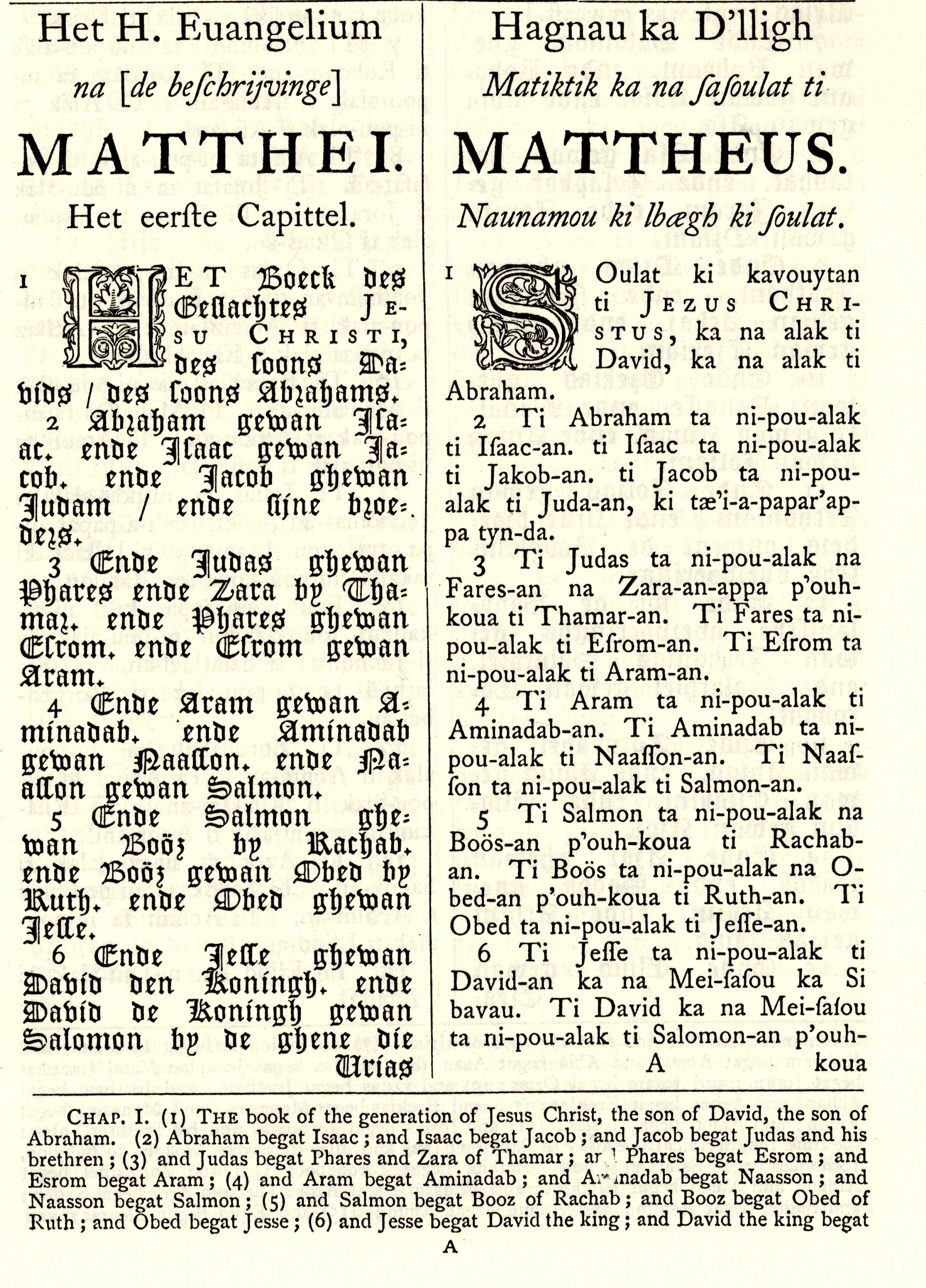
Pagina in het Nederlands en Siraya van het evangelie van Matteüs in de vertaling van Daniël Gravius, 1666.Het Engels onderaan de pagina is pas in 1888 toegevoegd door de Schotse zendeling William Campbell.

In april 1647 werd Gravius op eigen verzoek naar Formosa gezonden.
Hier ging hij werken onder het volk van de Siraya's in het dorp Soulang. Hij leerde de mensen daar onder andere runderen te gebruiken voor het ploegen. Ten bate van de zending en het onderwijs vertaalde Gravius enkele christelijke teksten in hun taal het Siraya. Dat waren een aantal Bijbelboeken, namelijk de Evangeliën volgens Matteüs en Johannes. Hij schreef ook een zeer uitgebreide catechismus, ‘t Formulier des Christendoms, gebaseerd op de structuur van de Heidelbergse catechismus en voor een deel een bewerking daarvan in hun taal. Zijn taalkundige werk wordt daarom door onderzoekers gebruikt om meer inzicht te krijgen in de vrijwel verdwenen taal.
De ongeveer dertigduizend overgebleven Siraya's op Taiwan proberen hun verloren taal nieuw leven in te blazen. Men heeft die dankzij het werk  van Gravius kunnen reconstrueren en anno 2021 wordt de taal op zo'n twintig scholen onderwezen.

### ‘t Formulier des Christendoms

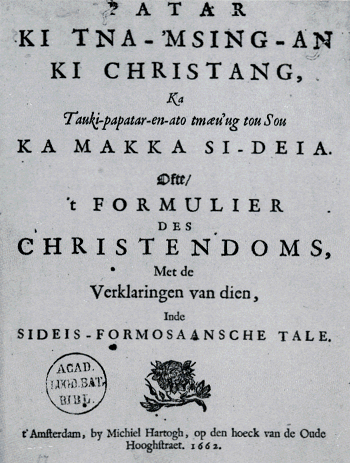
't Formulier des Christendoms (1662)

‘t Formulier des Christendoms heeft twee secties. De catechismus is opgebouwd vanuit 68 vragen. In het eerste deel handelt het om vragen en antwoorden van een meer algemeen karakter. Het tweede deel is een uitvoerige uitleg daarvan in een groot aantal sub-vragen en antwoorden. Het totale aantal vragen in de catechismus is 1052. Als voorbeeld: 
 Vraag (33 Sectie 1): Seght nu de voornamste weldaden/ die Christus/ uyt den rijkdom sijner verdienste/ sijne kerke toe-brengen? Antwoord:  Dese sijn/ de gemeynschap der heyligen/ der vergevinge der sonden/ d’opstandige des vleesches/ ende het eeuwige leven 
In de tweede sectie zijn de verklarende vragen en antwoorden opgebouwd vanuit de vier benoemde weldaden in het antwoord in de eerste sectie. Dat zijn in die tweede sectie dan in totaal 149 vragen.  ‘t Formulier des Christendoms heeft acht maal de omvang van de Heidelbergse catechismus. Geen enkele van de 1052 vragen en antwoorden heeft ook maar enige relatie met religieuze overtuigingen of sociale normen van de Siraya’s. Dat is een fundamenteel andere benadering dan die van zijn voorganger in het werkgebied Robertus Junius die in zijn catechismi daar vaak aan relateerde in vragen en antwoorden als:
 Vraag: Hoeveel goden zijn er? Antwoord: Een. Vraag: Maar toch heb onze voorouders gezegd, dat er vele goden waren. Is dat waar? Antwoord: Nee. Onze voorouders hadden het fout/hebben gedwaald
 Vraag: Als wij naar vogelgeschrei luisteren en geloof aan dromen hechten zal God dan vertoornd zijn ? Antwoord: Ja. Hij zal grotelijks vertoornd zijn 
Gravius behoort dan ook tot de tweede fase van de zending op het eiland. Junius, die 5500 volwassenen Siraya’s had gedoopt,  had na zijn terugkeer in Nederland zijn opvolgers gebrek aan inzet en vooral evangelische bezieling verweten. Junius was van oordeel dat het teruglopende aantal gelovigen na zijn vertrek daaraan te wijten was. Er ontstond een controverse tussen hem en de kerkenraad op Formosa en zijn opvolgers. Een van de gevolgen was dat zijn catechismi hevig werden bekritiseerd en als onbruikbaar werden gekenschetst. De kerkenraad van Formosa nam ook het besluit nieuwe catechismi te laten verschijnen waarin geen enkele relatie meer zou moeten voorkomen met inheemse overtuigingen en normen. Gravius maakte in zijn periode in Soulang geen enkele bekering.

### Conflict met gouverneur Verburg
Gravius was als predikant niet alleen verantwoordelijk voor het godsdienstige leven, maar hij was ook de voornaamste rechter van zijn district. In 1650 klaagde Gravius het opperhoofd van Decima Dirck Snoucq en de oud-gouverneur van Formosa Pieter Anthonisz. Overtwater aan bij de gouverneur Nicolaas Verburg. Deze koos echter de kant van Snoucq en Overtwater. Hij omzeilde de gebruikelijke procedure waarbij de aanklacht op grond van smaad door de raad van Formosa had moeten worden gehoord. Verburgh ging er namelijk van uit dat deze raad de zijde van Gravius zou kiezen, aangezien het lid Frederick Coyett op diens hand zou zijn. Eigenmachtig legde hij Gravius een zeer forse boete op van 1.000 gulden en begon daarna een campagne tegen de macht van de predikanten in het algemeen en Gravius in het bijzonder. Als gevolg van het conflict raakten de bestuurders van de kolonie verdeeld in elkaar bestrijdende facties, zodat Batavia besloot een commissaris te sturen om de kwestie uit te zoeken. Deze commissaris, Willem Verstegen, legde de schuld bij beide partijen en adviseerde om de predikanten voortaan niet meer als rechter te laten optreden.
In 1651 ging Gravius naar Batavia om bij de Gouverneur-Generaal beroep in te stellen tegen de uitspraak van Verburg. In 1652 werd hij onschuldig bevonden en hij kreeg het geld terug dat hem ten onrechte als boete was afgenomen. Hierop werd hij weer predikant van Batavia. Omdat het conflict met Verburgh bleef voortduren keerde hij in 1654 terug naar de Republiek. Ook hier kreeg hij gelijk van de Heren XVII, het hoogste bestuursorgaan van de Vereenigde Oostindische Compagnie. In 1655 werd Gravius predikant te Veere, waar hij hertrouwde met Maria Huybrechtsz. In 1671 ging hij naar Middelburg, in welke stad hij in 1678 overleed.

## Publicaties
- Het heylige Euangelium Matthei en Johannis. Ofte Hagnau ka d'llig matiktik ka na sasoulat ti Mattheus ti Johannes appa (Amsterdam: Michiel Hartogh, 1661) (in Sinkang en Nederlands)
- Patar ki tna-'msing-an ki Christang ofte. 't Formulier des Christendoms (Amsterdam: Michiel Hartogh, 1661) (samenvatting van de Heidelbergse Catechismus in het Siraya)

- Gemeinsame Normdatei: 1057563978
- International Standard Name Identifier: 0000 0004 3694 1080
- Virtual International Authority File: 310661392
- WorldCat: E39PBJqvW9d9rB33fbqHrDcQMP